# Alfred Adrian
Pour les articles homonymes, voir Adrian.
Alfred Adrian, né le 16 mars 1819 à Lempty (Puy-de-Dôme) et mort le 2 juin 1877 à Paris 8e, est un homme politique français.

## Biographie
Il est le fils d’Émile Adrian et de Marie-Madeleine Sainthéran et l'époux de Julie Boyron, qu'il épouse le 20 février 1854 à Ébreuil.
Son père meurt alors qu'il est encore tout enfant et sa mère revient s'installer à Gannat, d'où elle est originaire, aux côtés de son frère Sébastien Adolphe Sainthéran, qui est maire de la ville en 1836-1840 et 1850-1851. Il fait ses études au collège de Gannat.
Docteur en droit à Toulouse, il est avocat à Gannat. Il adhère au fouriérisme en s'inscrivant en 1847 à un groupe phalanstérien. Il est élu au conseil municipal de Gannat en 1865 comme républicain d'où il est nommé maire entre 1868 et 1874 avant d'être remplacé par un conservateur. Il est aussi conseiller général en 1871, dont il devient le vice-président en 1874 et député de l'Allier, inscrit à l'Union républicaine, de 1876 à 1877. À ce titre en mai 1877 peu avant sa mort, il est l'un des signataires du manifeste des 363 mais il n'est pas réélu.
Le quai qui borde l'Andelot, à Gannat, le long de l'emplacement des anciens remparts, au nord et à l'ouest du ruisseau, porte son nom. Il décède en 1877 à Paris de la variole.